# Gantebommanahalli, Sakleshpur
Gantebommanahalli là một làng thuộc tehsil Sakleshpur, huyện Hassan, bang Karnataka, Ấn Độ.